# Comuna Victoria, Iași
Victoria (în trecut, Cârpiți, Sculeni și Stânca) este o comună în județul Iași, Moldova, România, formată din satele Frăsuleni, Icușeni, Luceni, Sculeni, Stânca, Șendreni și Victoria (reședința).

## Așezare
Comuna se află la marginea de est a județului, pe malul drept al Prutului și pe malurile Jijiei, la granița cu raionul Ungheni din Republica Moldova. Este străbătută de șoseaua națională DN24, care vine de la Iași și care, lângă satul Sculeni, trece granița în Republica Moldova, unde este continuată de la Sculeni de șoseaua națională R1 spre est către Ungheni și de șoseaua națională R16 spre nord-est către Fălești și Bălți. Tot la Sculeni, din acest drum se ramifică șoseaua județeană DJ249, care duce spre sud la Golăiești, Ungheni, Țuțora, Prisăcani, Grozești și Gorban (unde se termină în DN28)

## Demografie
Componența etnică a comunei Victoria
     Români (85,89%)
     Alte etnii (0,05%)
     Necunoscută (14,06%)
Componența confesională a comunei Victoria
     Ortodocși (84,34%)
     Alte religii (1,31%)
     Necunoscută (14,35%)
Conform recensământului efectuat în 2021, populația comunei Victoria se ridică la 3.819 locuitori, în scădere față de recensământul anterior din 2011, când fuseseră înregistrați 4.282 de locuitori. Majoritatea locuitorilor sunt români (85,89%), iar pentru 14,06% nu se cunoaște apartenența etnică. Din punct de vedere confesional, majoritatea locuitorilor sunt ortodocși (84,34%), iar pentru 14,35% nu se cunoaște apartenența confesională.

## Politică și administrație
Comuna Victoria este administrată de un primar și un consiliu local compus din 13 consilieri. Primarul, Daniel Crețu[*], de la Partidul Național Liberal, este în funcție din 2004. Începând cu alegerile locale din 2024, consiliul local are următoarea componență pe partide politice:
|  | Partid                    | Consilieri | Componența Consiliului | Componența Consiliului | Componența Consiliului | Componența Consiliului | Componența Consiliului | Componența Consiliului | Componența Consiliului | Componența Consiliului |
|  | ------------------------- | ---------- | ---------------------- | ---------------------- | ---------------------- | ---------------------- | ---------------------- | ---------------------- | ---------------------- | ---------------------- |
|  | Partidul Național Liberal | 8          |                        |                        |                        |                        |                        |                        |                        |                        |
|  | Partidul Social Democrat  | 4          |                        |                        |                        |                        |                        |                        |                        |                        |
|  | Partidul PRO România      | 1          |                        |                        |                        |                        |                        |                        |                        |                        |

## Istorie
La sfârșitul secolului al XIX-lea, comuna purta denumirea de Stânca, făcea parte din plasa Braniștea a județului Iași și era formată din satele Stânca, Cârpiți, Luceni, Lucenii Băcăloaiei, Lucenii Șturzoaiei, Icușeni și Cotu lui Ivan, având în total 1667 de locuitori. Existau în comună o moară cu aburi, patru biserici și două școli. La acea vreme, pe teritoriul actual al comunei, funcționa în aceeași plasă și comuna Sculeni, formată din târgușorul Sculeni și din satele Frăsuleni, Sorca și Șendreni, având în total 1426 de locuitori. Existau și aici două biserici și o școală. Anuarul Socec din 1925 consemnează desființarea comunei Stânca și comasarea ei cu comuna Sculeni, care era arondată plășii Copou din același județ și avea 3000 de locuitori în satele Cârpiți, Luceni și Tg. Sculeni și în cătunele Cotu lui Ivan, Sculeni, Sorca, Stânca, Șendreni și Tasuleni.
În 1950, comuna a fost transferată raionului Iași din regiunea Iași, preluând numele de Cârpiți de la noul sat de reședință. Acest sat, dar și comuna, a primit în 1964 denumirea de Victoria. În 1968, comuna a revenit la județul Iași, reînființat, tot atunci satul Sorca fiind desființat și comasat cu satul Șendreni.

## Monumente istorice

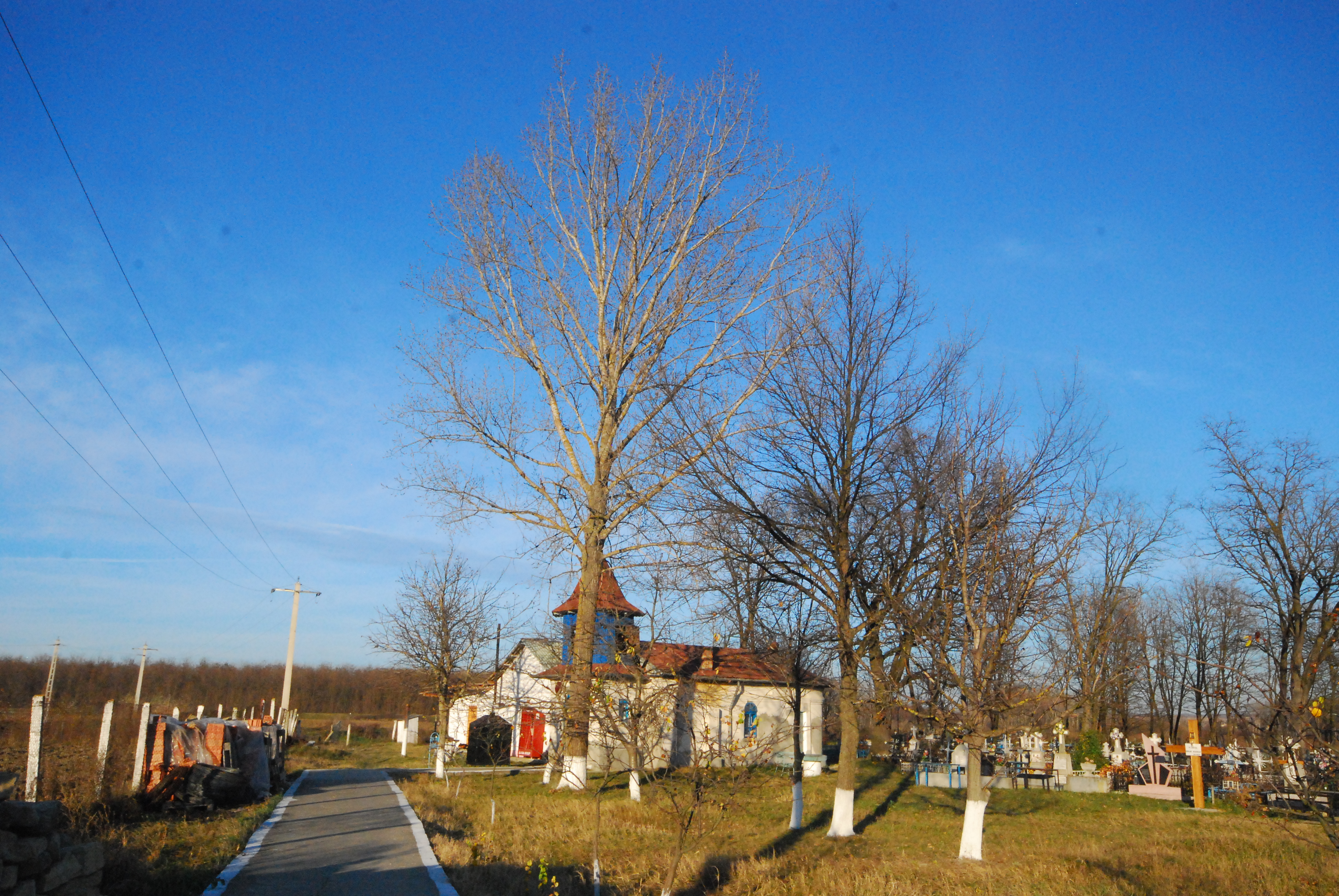
Biserica „Sfântul Nicolae” din Sculeni, monument istoric

Patru obiective din comuna Victoria sunt incluse în lista monumentelor istorice din județul Iași ca monumente de interes local. Două dintre ele sunt situri arheologice: valul lui Traian vizibil la 1,5 km vest de Șendreni; și situl de „la Șipoțel” (la sud de satul Stânca), unde s-au găsit urme de așezări din secolele al III-lea–al II-lea î.e.n. (perioada Latène) și din secolul al IV-lea e.n. (epoca daco-romană).
Celelalte două obiective sunt clasificate ca monumente de arhitectură: sunt două biserici cu hramul „Sfântul Nicolae” — una în Sculeni, datând din 1825; și una în Luceni, datând din 1830.

## Personalități născute aici
- Ion Ochinciuc (1927 - 2016), scriitor.